# 11532 Gullin
11532 Gullin eller 1992 ER4 är en asteroid i huvudbältet som upptäcktes den 1 mars 1992 av UESAC vid La Silla-observatoriet. Den är uppkallad efter den svenske jazzmusikern Lars Gullin.
Den tillhör asteroidgruppen Koronis.